# Lucrezia Borgia (opera)
Lucrezia Borgia là vở opera có đoạn mở đầu và 2 màn của nhà soạn nhạc người Ý Gaetano Donizetti. Người viết lời cho tác phẩm này là Felice Romani dựa theo một vở bi kịch của đại văn hào người Pháp Victor Hugo. Vở opera này được trình diễn lần đầu tiên tại Milano vào năm 1833.

## Âm thanh
| Khúc Il segreto per esser felici trong vở opera Lucrezia Borgia của Donizetti, do Ernestine Schumann-Heink biểu diễn |  |
| |  |
| |  |